# Pietro Cantoni
Pour les articles homonymes, voir Cantoni.
Pietro Cantoni est un architecte italien militaire de la République ligurienne, d'origine tessinoise, originaire de Muggio près de Mendrisio, de la famille d'artistes italiens des Cantoni.

## Biographie
Pietro Cantoni eut deux fils, Simone et Gaetano, eux aussi architectes.
En tant qu'architecte militaire au service de la République ligurienne, il projeta diverses fortifications parmi lesquelles le Forte di Santa Tecla.

## Œuvres
- Forte di Santa Tecla, Gênes.

## Sources
- x